# Cánh nâng

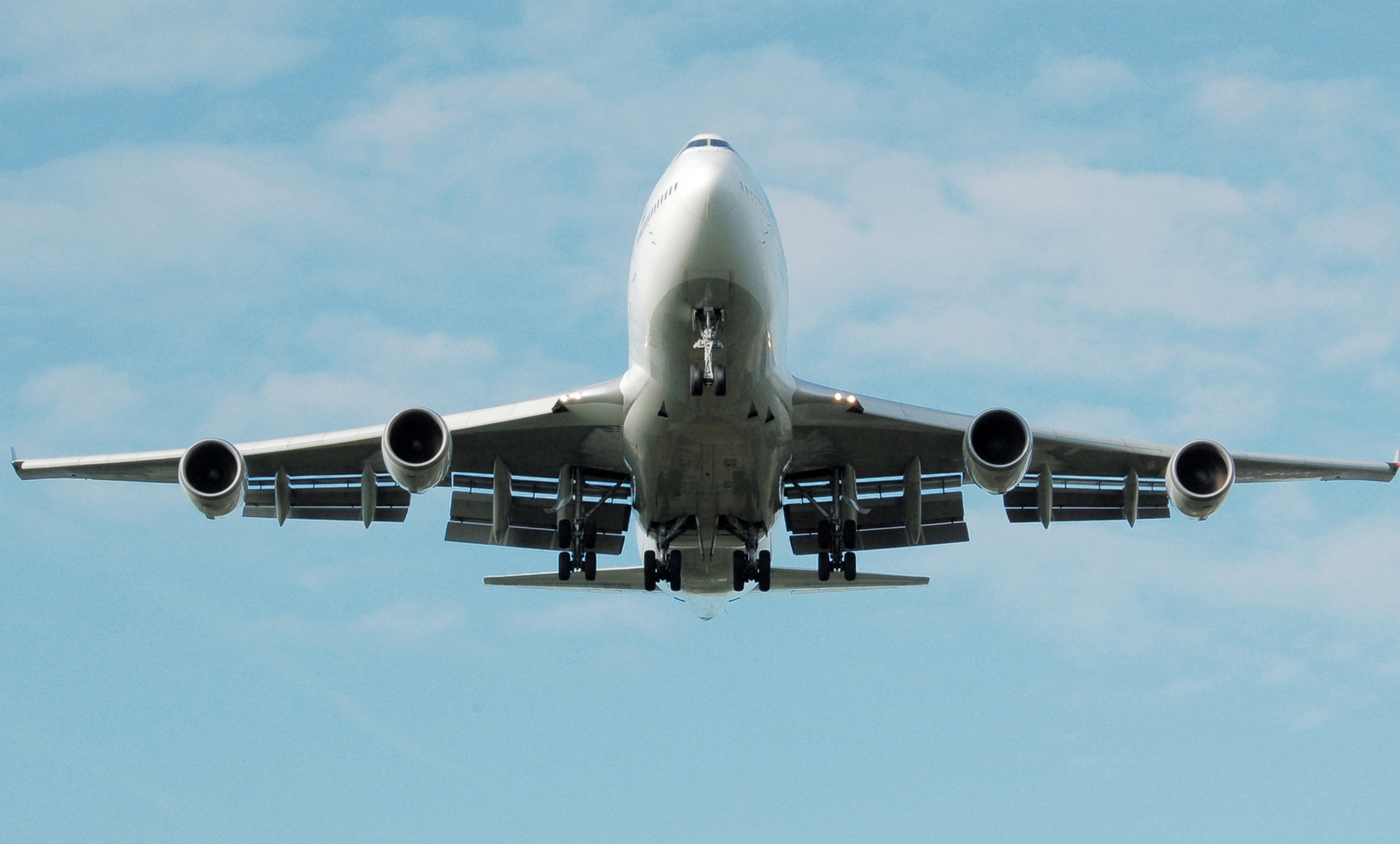
Cánh nâng đang được kích hoạt phía sau cánh của một máy bay Air New Zealand Boeing 747-400 (ZK-SUH) trên đường đến sân bay London Heathrow, Anh.

Cánh nâng trong máy bay và hàng không vũ trụ là một thiết bị quan trọng nằm ở phần phía sau trên cánh của máy bay và đuôi máy bay, làm tăng lực nâng, góc nâng khi cất cánh và giảm tốc độ của máy bay khi hạ cánh. Cánh nâng có thể là một bộ phận cố định, hoặc một hệ thống động cơ có thể điều chỉnh được khi cần thiết. Các loại cánh nâng phổ biến bao gồm cánh tà, cánh lái, và cánh đuôi. Thiết bị cố định bao gồm mép gốc mở rộng và lớp ranh giới kiểm soát hệ thống, nhưng ít thông dụng.

## Mục đích
Kích thước và sức nâng một cánh cố định được lựa chọn như là một thỏa hiệp giữa yêu cầu khác nhau. Ví dụ, một cánh lớn hơn sẽ cung cấp thêm lực nâng và giảm khoảng cách, tốc độ cần thiết cho việc cất cánh và hạ cánh, nhưng sẽ tăng lực cản, làm giảm tốc độ trong quá trình bay của chuyến bay. Máy bay phản lực hiện đại có cánh  được thiết kế được  tối ưu cho tốc độ và hiệu quả trong suốt hành trình của chuyến bay, vì đây là nơi mà các máy bay dành phần lớn thời gian bay của nó. Thiết bị nâng cao bù đắp cho thiết kế máy bay thương mại bằng cách thêm vào lực nâng ở lúc cất cánh và hạ cánh, giảm khoảng cách và tốc độ đến một mức an toàn để tiếp đất, những máy bay cho phép sử dụng hiệu quả hơn trong chuyến bay. Các thiết bị nâng cao trên chiếc Boeing 747-400, ví dụ, tăng diện tích cánh 21% và tăng lực nâng được tạo ra bởi 90%.

## Các loại thiết bị

Cận cảnh các cánh tà nâng trên cánh

### Cánh tà
Cánh tà nằm ở khu vực cánh gần thân máy bay, dùng để tăng lực nâng chính cho máy bay.

### Thanh và khe giữa các cánh tà, cánh nâng
Các thanh và khe giữa các cánh tà có kích thước, độ rộng khác nhau tùy theo loại máy bay to hay nhỏ. Nếu nó càng cách xa nhau thì lực nâng sẽ giảm trên toàn cánh và tập trung tại một vị trí trên cánh, dùng cho các loại máy bay thân rộng, trọng tải lớn.

### Mép gốc mở rộng
Phổ biến hơn trên đa số các máy bay chiến đấu, nhưng cũng được nhìn thấy trên một số máy bay dân sự là những gốc gờ mở rộng (LERX), đôi khi được gọi  là một hàng cạnh mở rộng (LEX). Một LERX thường bao gồm của một tam giác hình lưỡi lê gắn liền với cạnh ở cánh gốc và vào thân máy bay. Trong chuyến bay bình thường, các LERX tạo ra chút lực nâng. Tại góc độ cao hơn của chuyến bay, nó tạo ra một xoáy đó là vị trí để nằm trên bề mặt trên của các chính cánh. Các xoáy hành động của các xoáy tăng tốc độ của khí trên cánh, để làm giảm áp lực và cung cấp lực nâng tốt hơn.